# Gearum brasiliense
Gearum brasiliense är en kallaväxtart som beskrevs av Nicholas Edward Brown. Gearum brasiliense ingår i släktet Gearum och familjen kallaväxter. Inga underarter finns listade.